# Amata bondo
Amata bondo är en fjärilsart som beskrevs av Sergius G. Kiriakoff 1965. Amata bondo ingår i släktet Amata och familjen björnspinnare. Inga underarter finns listade i Catalogue of Life.